# Antonio Nazzaro
Antonio Nazzaro (Turín, Italia, 1963) es un periodista, poeta, traductor y mediador cultural italiano. 

## Biografía
Nazzaro estudió en el liceo clásico Vincenzo Gioberti de Turín y ya antes de terminar la enseñanza secundaria comenzó a a colaborar con medios de prensa —como los diarios L’Ora de Palermo y La Stampa y el canal televisivo Videouno— y publicó sus primeras poesías recopiladas en la antología de lírica juvenil El rinoceronte entre las nubes  (editorial Genesi, 1982). Después viajó a México, donde se licenció como profesor de lengua italiana para extranjeros en la Universidad Nacional Autónoma de México (UNAM). De ese país se mudó a Venezuela, donde reside en Caracas.
Ha sido coordinador didáctico del Instituto Italiano de Cultura y asesor del agregado cultural de la embajada de Italia en Venezuela, así como jefe de redacción de La Voce d’Italia. En 2008 se convirtió en coordinador del centro cultural Tina Modotti con el fin de promover la cultura italiana y venezolana. El mismo año colaboró en la realización de El bar del tiempo, organizado con el poeta italiano Davide Rondoni, en el que un grupo de 20 jóvenes artistas venezolanos transformaron en obras de arte algunos de sus poemas; las pinturas fueron presentadas en el Museo de Arte Contemporáneo de Caracas acompañadas por lecturas de Nazzaro.
En 2010 adaptó Pedro y el capitán, de Mario Benedetti, que puso en escena como obra de videoteatro. En cooperación con el actor italiano Ezio Falcomer ha creado una serie de visionbook que, utilizando un nuevo estilo comunicativo de fácil y rápida difusión, despierta el interés hacia la literatura y el videoarte.
El libro en prosa poética Olor a… Turín-Caracas sin retorno (2003) fue publicado en italiano y español por Edizioni Arcoiris de Salerno con portadas y las ilustraciones de la artista argentina Mariana De Marchi.
Desde octubre de 2014 colabora con la revista web Agor@Magazine, de la cual fue unos de los fundadores en Venezuela. Nazarro ha sido seleccionado para representar a Italia en el Festival Mundial de la Poesía de Caracas en 2014 y 2015, año este último en el que presentó allí la obra de videoteatro Crónica de un cronista urbano, sobre el chileno Pedro Lemebel.
Dirige una nueva colección dedicada a la poesía latinoamericana contemporánea para Arcoiris Editore, de Salerno; coordina la sección de poesía latina para la revista electrónica Parco Poesia y Atelierpoesia.it y colabora con otras publicaciones como la argentina Buenos Aires Poetry o la venezolana Poesía de la Universidad de Carabobo; además, tiene una columna dedicada a la fotografía en la italiana FuoriAsse. Como periodista es miembro de la redacción del periódico italiano digital Alganews, encabezado por Lucio Giordano (director del canal Rai News24).
Es invitado frecuente a encuentros de escritores, festivales de poesía y ferias de libros. 

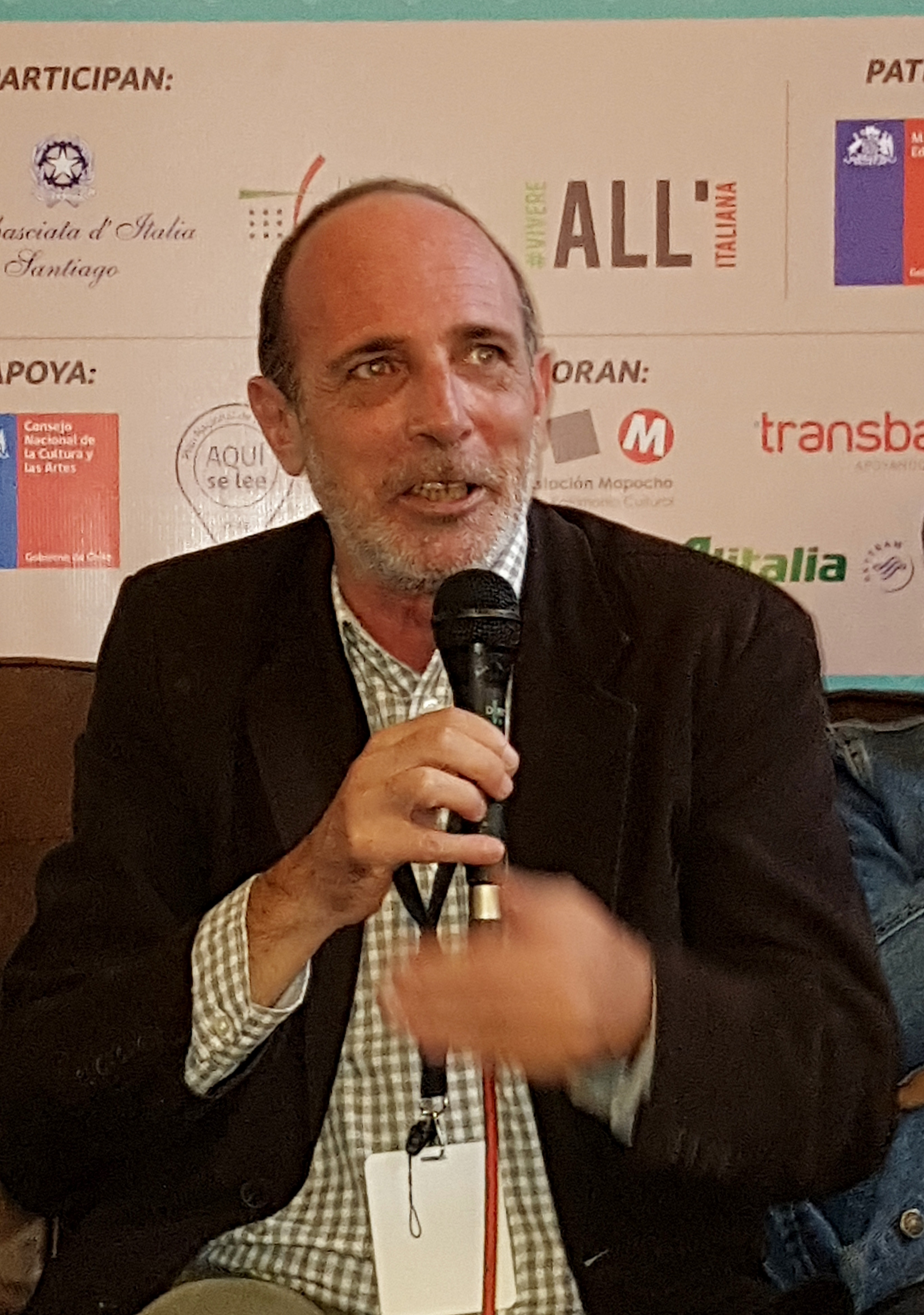
Nazarro en la FILSA 2017

Entre sus obras figura Appunti dal Venezuela. 2017: vivere nelle proteste (Edizioni Arcoiris), crónica de las protestas en el país de su residencia, donde se mezclan diferentes registros (periodismo, prosa poética, reflexión); está ilustrado con fotos de Horacio Siciliano. Como traductor ha vertido al su lengua al poeta argentino Juan Arabia (El enemigo de los Thirties), y al español a Dino Campana; además, ha publicado una antología de 10 poetas italianos contemporáneos.